# Nelson Castro
Nelson Alberto Castro (San Martín, Buenos Aires; 5 de abril de 1955) es un presentador de televisión, escritor, médico neurólogo y periodista argentino. Actualmente en televisión se desempeña cómo conductor del noticiero Telenoche emitido por Canal 13 y El Corresponsal en TN, en radio está al frente de Crónica de una tarde anunciada en Radio Rivadavia.
Ganador de Martín Fierro de Oro en Radio en el 2024.

## Biografía

### Nacimiento y comienzos
Nació el 5 de abril de 1955 en San Martín, localidad ubicada en la zona norte del Gran Buenos Aires, Argentina. Es el hijo de Nelson Castro (padre) y Elsa Castro. 
Castro egresó de la facultad de medicina de la Universidad de Buenos Aires con el título de Médico con Diploma de Honor y ejerció en neurología hasta el año 1993.

### Periodismo
Junto a la carrera de medicina, estudió en la Escuela Superior de Periodismo del Instituto Grafotécnico y se vinculó al periodismo deportivo radiofónico, área desde la que pasó al comentario y al reportaje político, relegando su vocación inicial. Egresó de la Escuela Superior de Periodismo del Círculo de Periodistas Deportivos de Buenos Aires en 1975. Posteriormente, realizó un máster de especialización en periodismo político en Estados Unidos. Asimismo, integró la Asociación para la Defensa del Periodismo Independiente de la República Argentina y es miembro de la Academia Nacional de Periodismo.
En 1986 obtuvo la beca «World Press Institute», en los Estados Unidos. Por su cobertura del Irangate, fue autorizado por la Asociación de Corresponsales de la Casa Blanca a tomar parte de las conferencias de prensa del entonces presidente Ronald Reagan. Fue así el único periodista argentino que accedió a tal posición.
En 1988 fue el primer periodista latinoamericano en dar a conocer el triunfo de George H. W. Bush, hecho destacado por Voice of America, como enviado especial de la radio. Un año después cubrió el plebiscito uruguayo por la amnistía a los militares y guerrilleros. También para el mismo medio cubrió el viaje del presidente argentino Carlos Saúl Menem a Estados Unidos. Tuvo a su cargo la transmisión directa de la Cumbre Mundial por la Niñez que se desarrolló en la sede de las Naciones Unidas en Nueva York. En abril del mismo año viajó a Alemania para cubrir la gira del entonces presidente Menem.
En 1991 cubrió la conducción principal de los programas que se dedicaron a la cobertura de la Guerra del Golfo Pérsico. Merced a sus fuentes de información fue el único periodista argentino que, desde Buenos Aires, pudo acceder a dialogar con soldados, suboficiales y oficiales aliados en el mismo frente de batalla. Nelson Castro fue el periodista que le comunicó al capitán de la Fuerza Aérea de los Estados Unidos, Ralph Scott, uno de los ayudantes de campo del general Norman Schwarzkopf, que el presidente Bush había ordenado el ataque final por tierra sobre las tropas iraquíes. Por este trabajo fue seleccionado por la Embajada de Estados Unidos en Argentina, para participar como panelista en la teleconferencia vía satélite de la Worldnet con autoridades del Departamento de Estado. En el mismo año viajó a Nicaragua para entrevistar a la entonces presidenta Violeta Chamorro, único reportaje que la jefa de Estado concedió a una radio argentina.
Entrevistó en Puerto Príncipe, Haití, al general Raúl Cedrás, Comandante en Jefe del Ejército de Haití y cabecilla del golpe que derrocó al presidente Jean Bertrand Aristide. Como consecuencia de las entrevistas que también realizara a los exmiembros del gobierno de Aristide, exiliados en la embajada haitiana de Francia fue conminado a dejar Haití por razones «de seguridad».
En septiembre de 2001 fue uno de los periodistas argentinos que se encontraban en Nueva York el día del atentado a las Torres Gemelas, lo que le permitió aportar un testimonio periodístico exclusivo del hecho. Otros periodistas argentinos cubrieron el tema para diversos medios, tanto argentinos como internacionales.
En marzo de 2016 fue enviado especial del diario Clarín para cubrir la visita de Barack Obama a Cuba, la primera visita de un presidente de Estados Unidos a la isla en 88 años.
En febrero de 2022 fue enviado por TN a Ucrania para cubrir la Invasión rusa de Ucrania de 2022, volvería a Argentina en abril de ese año.
Después volvería a Ucrania en diciembre para mostrar cómo se vivía la Navidad y Año Nuevo en medio de una guerra para TN.
Pasó por Lviv, algunos pueblos en el Óblast de Zhitómir, Kiev, Chernóbil, Poltava, Járkov, Kramatorsk, Zaporiyia y Jersón.
En la ciudad de Jersón a las 00:00 del 1 de enero de 2023 capto en vivo una gran oleada de detonaciones de misiles rusos.
En 2023 fue confirmado conductor de Telenoche en eltrece, junto a Dominique Metzger. En 2025, fue encargado de cubrir el Cónclave papal en TN, y anunció 5 días antes que León XIV podría ser electo como papa, ya que la popularidad de Pietro Parolin se había debilitado. También el mismo día del anuncio, una hora antes, este había dicho que se daría en el día la fumata blanca.

### Pianista
En el programa "Almorzando con Mirtha Legrand", confesó que: "Mi pasión por la música nació a los nueve años. Fui concertista de guitarra y di conciertos desde los quince años en Radio Nacional, Municipal y también en público y después comencé a estudiar piano”, contó luego Nelson. Y siguió: “Toco mucha música clásica, pero también me gusta lo popular. Le dedico una hora todos los días, trato de hacerlo sobre el mediodía y es un cable a tierra fenomenal porque la música es un regalo de la vida”.

## Controversias
El 2 de febrero de 2009 Puntos de vista, su programa en Radio del Plata fue cancelado. Algunos medios calificaron la interrupción del ciclo como un acto de censura.
La cancelación se habría originado porque Castro le dio espacio en su programa a una denuncia de la Auditoría General de la Nación que se refería a posibles sobreprecios en el tendido eléctrico de alta tensión entre la Provincia de Río Negro y Santa Cruz, que tuvo un costo por kilómetro 48% mayor a otro similar. Esa obra había sido realizada por la empresa Electroingeniería S.A., nueva propietaria del medio radial, allegada al kirchnerismo. Aunque Castro entrevistó luego de Morán al vocero de la constructora Carlos Bergoglio, las autoridades de la radio le habrían transmitido al periodista el presunto malestar por la difusión del tema en el programa.
La decisión del levantamiento de "Puntos de vista" y la presunción de censura ejercida sobre Castro, generaron expresiones de repudio por parte del periodismo, en especial del que se muestra habitualmente crítico con el kirchnerismo.

## Medios
Entre sus trabajos como presentador en radio, televisión y prensa escrita se encuentran:

### Radio
- Convocatoria en Radio de la Ciudad.
- Radio El Mundo
- Puntos de vista en Radio Del Plata
- Puntos de vista en Radio La Red
- Lo que el viento no se llevó en Nacional Clásica.[12]
- De regreso y Primera Mañana en Radio Mitre.
- Lo que el viento no se llevó en Amadeus FM 100.3.
- Primera Hora, Entre líneas y La mirada despierta en Radio Continental.
- Crónica de una tarde anunciada en Radio Rivadavia.

### Televisión
- Hora clave en ATC.
- En la mira en CVN.
- El juego limpio,  TN de 18 a 21 / Bella tarde y  El Corresponsal en TN.
- La Argentina de Tato (1999) Nelzinho
- Telenoche en Canal Trece. (2023-presente)

## Obras publicadas
- 2005, Enfermos de poder: la salud de los presidentes y sus consecuencias, Buenos Aires, editorial Vergara, ISBN 978-950-152-371-3
- Los últimos días de Eva: historia de un engaño, Barcelona, editorial Vergara y Buenos Aires, editorial Vergara, ISBN 978-950-152-415-4
- 2009, La sorprendente historia de los vicepresidentes argentinos, Barcelona, editorial Vergara, Grupo Zeta, ISBN 978-950-152-423-9
- 2013, Los Secretos de Los Últimos Días de Perón, Buenos Aires, editorial Vergara, ISBN 978-950-150-339-5
- 2015, Secreto de Estado, Buenos Aires, editorial Sudamericana, ISBN 978-950-075-356-2
- 2021, La Salud de los Papas, Buenos Aires, editorial Sudamericana, ISBN 978-950-076-468-1
- 2021, La Salud de Diego, Buenos Aires, editorial Sudamericana, ISBN 978-950-076-619-7

## Premios Internacionales
- New York Festivals 1991: Medalla de Bronce en el rubro Producción de Mejor Programa de Investigación Periodística, "El narcotráfico en Argentina". Se difundió por Radio el Mundo de Buenos Aires.
- New York Festivals 1992: Medalla de Plata en el rubro Mejor Documental, "A 10 años de Malvinas". Se difundió por Radio El Mundo de Buenos Aires, el 2 de abril de 1992.
- Premio internacional "Rey de España" 1994: primera distinción ganada por periodistas argentinos de radio por el programa especial difundido por Radio Del Plata, el 24 de marzo de 1996, "10 años de democracia: una década para recordar".
- New York Festivals 1996: Medalla de Plata en el rubro Mejor Documental de radio del mundo, "A 20 años del golpe: la memoria del NUNCA MAS". Este programa fue difundido por Radio Del Plata, el 24 de marzo de 1996.
- New York Festivals 1997: Medalla de Oro en el rubro Mejor Programa de Investigación, "A 6 años de la primera bomba: demasiadas preguntas...sin ninguna respuesta", trabajo referido al atentado a la embajada de Israel en Argentina, ocurrido el 17 de marzo de 1992. Se difundió por Radio Del Plata el 17 de marzo de 1998.

## Premios Nacionales
Nelson Castro recibió cuatro Premios Konex de la Fundación Konex. En 1998 fue jurado en la selección de dichos premios.
- 1988, Mención Especial por la serie de programas sobre el narcotráfico en la Argentina, otorgado por la Gendarmería Nacional.
- 1992, Santa Clara de Asís: mejor labor periodística.
- 1993, Prensario: mejor Programa Periodístico 1993, Puntos de vista.
- 1993, Sin Anestesia: mejor Programa Periodístico 1994 y 1995, Puntos de vista.
- 1993, Sin Anestesia: distinción especial por la producción del programa "10 años de democrácia: una década para recordar".
- 1996, Broadcasting: Premio a la Mejor Producción Especial de Radio: "A 20 años del golpe: la memoria del Nunca más".
- 1996, Broadcasting: Premio al Mejor Programa Periodístico de Radio, Puntos de vista.
- 1994, Premios Martín Fierro: Mejor Labor Periodística en programa de televisión por cable, "En la mira", por CVN, CableVisión Noticias.
- 1995, Premios Martín Fierro: Mejor Labor Periodística en radio con el programa, Puntos de vista.
- 1996, Premios Martín Fierro: Premio a Puntos de vista como Mejor Programa Periodístico de Radio.
- 1997, Premios Konex: distinguido con el Diploma al mérito en la disciplina «Radial».[13]
- 1997, Premios Konex: distinguido con el Konex de Platino en la disciplina «Radial».
- 2002, Premios Martín Fierro: mejor labor periodística masculina por el programa "Puntos de vista" en Radio La Red.[15]
- 2004, Premios Martín Fierro: mejor labor periodística masculina en Radio La Red.[16]
- 2007, Premios Konex: distinguido con el Konex de Platino en la disciplina "Análisis Político Audiovisual" por la última década en Argentina.[17]
- 2007, Premios Konex: distinguido con el Diploma al mérito en periodismo radial.[13]

Sigo estudiando piano. Estudiar es don de la vida, como un signo de vitalidad y juventud.
Nelson Castro, enero de 2021.